# Chionohebe
Chionohebe es un género con siete especies de plantas de flores perteneciente a la familia Scrophulariaceae. Varios expertos lo clasifican dentro de la familia Plantaginaceae.

## Especies seleccionadas
- Chionohebe armstrongii
- Chionohebe ciliolata
- Chionohebe densifolia
- Chionohebe glabra
- Chionohebe myosotoides
- Chionohebe pulvinaris
- Chionohebe thomsonii

## Sinónimo
- Pygmea

- Datos: Q8345421